# Jared Robinsen
Jared Robinsen (ur. 1968) – australijski aktor filmowy i telewizyjny, znany między innymi z roli Craiga Maxwella w operze mydlanej Sons and Daughters. Występował również w takich serialach jak Słoneczny patrol i H2O – wystarczy kropla, a także w takich filmach jak Potępiony i Opowieści z Narnii: Podróż Wędrowca do Świtu.

## Filmografia

### Filmy
- 2007: Potępiony jako Mike
- 2010: Opowieści z Narnii: Podróż Wędrowca do Świtu jako oficer poborowy

### Seriale
- 1986–1987: Sons and Daughters jako Craig Maxwell
- 1989: E Street jako Colin Gibson
- 1999: Słoneczny patrol jako Kip Kane
- 2000: Opowieści z Mórz Południowych
- 2001: Zaginiony świat jako kapitan Marchbanks
- 2003: Jeopardy jako obserwator ptaków/pielęgniarz
- 2003: The Sleepover Club jako ochroniarz
- 2006: Monarch Cove jako Chad
- 2006–2008: H2O – wystarczy kropla jako Neil Gilbert
- 2007: Życie po falstarcie jako szeryf
- 2009: Morski patrol jako Shane Davis
- 2010: K-9 jako agent Barker/inspektor Thorne